# دمقراط (اقصر)
دمقراط (به عربی: الدمقراط)، روستایی از توابع ارمنت در استان اقصر و کشور مصر است.

## جمعیت
براساس سرشماری سال ۲۰۰۶ مصر، جمعیت آن ۵۰۵۱ نفر(۲۶۰۰ مرد و  ۲۴۵۱ زن) بوده‌است.